# Gradska općina Novo Mesto
Gradska općina Novo Mesto (slo.: Mestna občina Novo mesto) općina je u južnoj Sloveniji u pokrajini Dolenjskoj i statističkoj regiji Jugoistočna Slovenija. Središte općine je grad Novo Mesto s 22.415 stanovnika. 

## Zemljopis
Općina Novo Mesto nalazi se u južnom dijelu Slovenije, u pokrajini Dolenjskoj, djelomični graniči s Republikom Hrvatskom. Središnji dio općine čini dolina rijeke Krke, koja se na mijestu grada Novog Mesta širi iz doline u prostano polje. Na jugu se nalazi planina Gorjanci, a na sjeveru se izdiže krški plato Trške gore.
U općini vlada umjereno kontinentalna klima. Jedini značajan vodotok je rijeka Krka, u koju se uljevaju svi manji vodotoci.

## Naselja u općini
Birčna vas, Boričevo, Brezje, Brezovica pri Stopičah, Češča vas, Črešnjice, Črmošnjice pri Stopičah, Daljni Vrh, Dobovo, Dolenja vas, Dolenje Grčevje, Dolenje Kamenje, Dolenje Karteljevo, Dolenje Lakovnice, Dolenji Suhadol, Dolnja Težka Voda, Dolž, Gabrje, Golušnik, Gorenje Grčevje, Gorenje Kamence, Gorenje Kamenje, Gorenje Karteljevo, Gorenje Kronovo, Gorenje Lakovnice, Gorenje Mraševo, Gorenji Suhadol, Gornja Težka Voda, Gumberk, Herinja vas, Hrib pri Orehku, Hrušica, Hudo, Iglenik, Jama, Jelše pri Otočcu, Jugorje, Jurna vas, Konec, Koroška vas, Koti, Križe, Kuzarjev Kal, Laze, Leskovec, Lešnica, Lutrško Selo, Mala Cikava, Male Brusnice, Mali Cerovec, Mali Orehek, Mali Podljuben, Mali Slatnik, Mihovec, Novo Mesto, Otočec, Paha, Pangrč Grm, Petane, Petelinjek, Plemberk, Podgrad, Potov Vrh, Prečna, Pristava, Rajnovšče, Rakovnik pri Birčni Vasi, Ratež, Sela pri Ratežu, Sela pri Zajčjem Vrhu, Sela pri Štravberku, Sevno, Smolenja vas, Srebrniče, Srednje Grčevje, Stopiče, Stranska vas, Suhor, Šentjošt, Škrjanče pri Novem mestu, Štravberk, Travni Dol, Trška Gora, Uršna sela, Velike Brusnice, Veliki Cerovec, Veliki Orehek, Veliki Podljuben, Veliki Slatnik, Verdun, Vinja vas, Vrh pri Ljubnu, Vrh pri Pahi, Vrhe, Zagrad pri Otočcu, Zajčji Vrh pri Stopičah, Ždinja vas, Žihovo Selo

## Vanjske poveznice
- Službena stranica općine